# 阿尔施泰特 (图林根州)
阿尔施泰特（德語：Ahlstädt）是德国图林根州的市镇，隶属于希尔德布格豪森县。总面积为2.34平方千米，截至2023年12月31日总人口为126人。